# Teatro Massimo Bellini

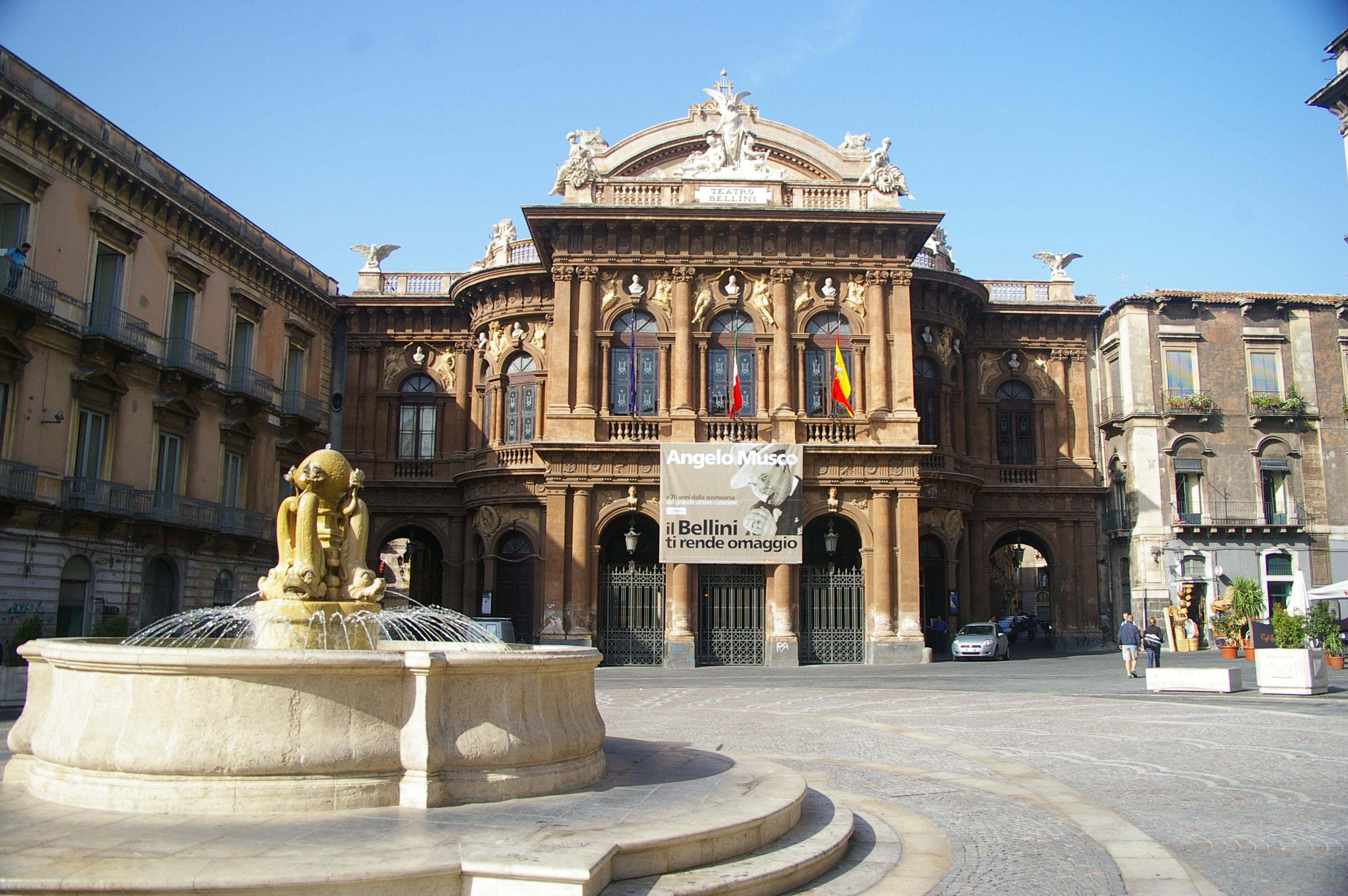
Teatro Massimo Bellini

Het Teatro Massimo Bellini is een operagebouw in de Siciliaanse stad Catania. Het operagebouw in de geboorteplaats van Vincenzo Bellini werd op 31 mei 1890 met een uitvoering van zijn opera Norma geopend. 
De gehoorzaal heeft 1.200 zitplaatsen en werd door de architect Andrea Scala ontworpen en door zijn medewerker Carlo Sada gebouwd. Andrea Scala haalde uit de Biblioteca Marciana in Venetië inspiratie voor de façade. 
In zijn geschiedenis zijn bijna alle werken van Bellini opgevoerd in het operagebouw. Veel van zijn opera's werden opgevoerd door bekende operazangers, zoals Maria Callas in 1951 op Bellini's 150e geboortedag.